# RV Andromedae
RV Andromedae är en ensam stjärna belägen i den norra delen av stjärnbilden Andromeda. Den har en högsta skenbar magnitud av ca 9,0 och kräver ett teleskop för att kunna observeras. Baserat på parallax enligt Gaia Data Release 3 på ca 1,095 mas beräknas den befinna sig på ett avstånd av ca 3 000 ljusår (ca  910 parsec) från solen. Den rör sig närmare solen med en heliocentrisk radialhastighet av ca -10 km/s.

## Observation
År 1904 undersökte den engelske amatörastronomen Arthur Stanley Williams fotografiska plåtar tagna under de föregående två åren och fastställde att RV Andromedae var en variabel stjärna vars period han uppskattade till 182 dygn. År 1907 listade Annie Jump Cannon den med dess beteckning variabel stjärna i sin andra katalog över variabla stjärnor.

## Egenskaper

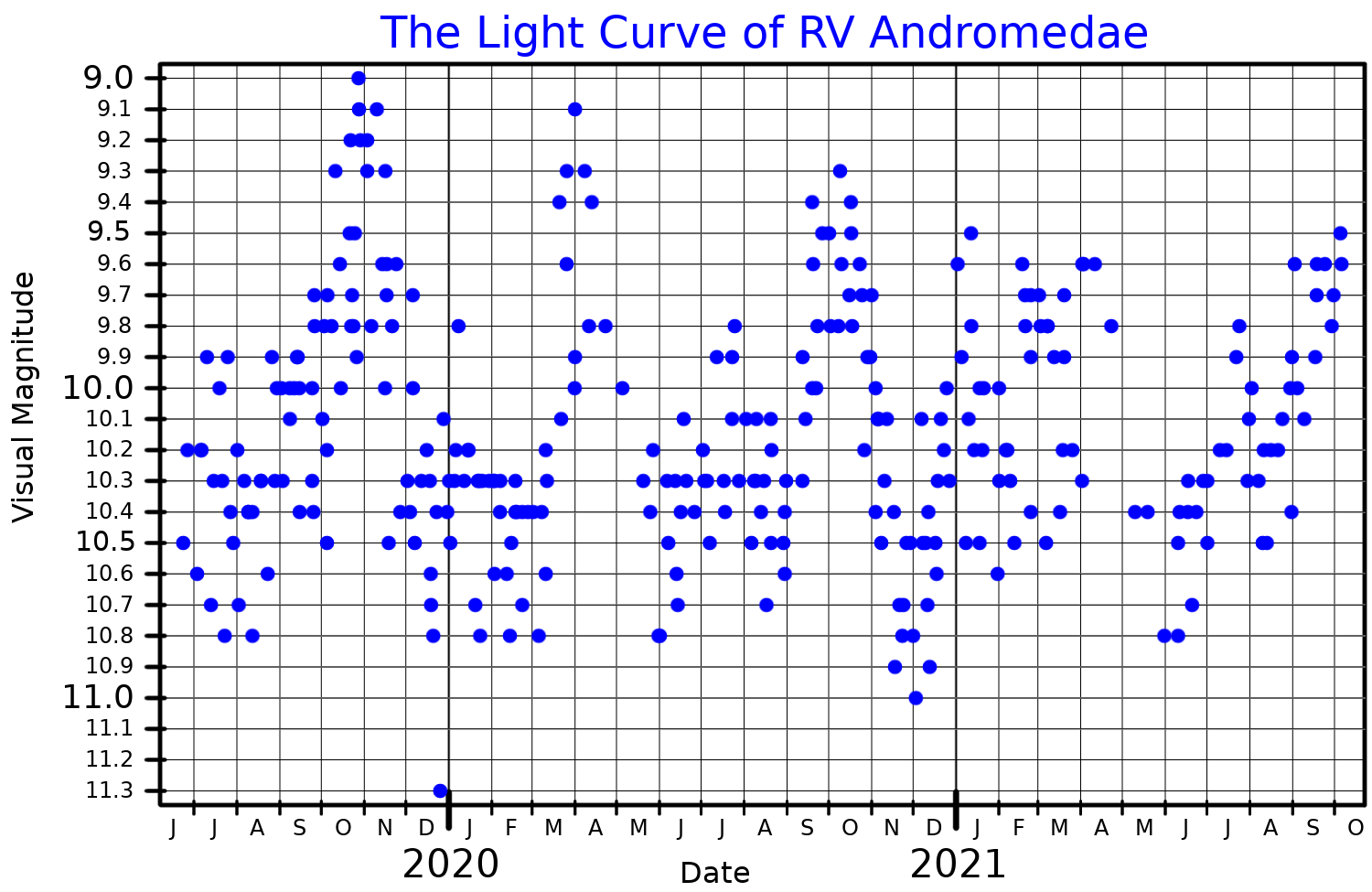
Ljuskurva i visuella bandet för RV Andromedae anpassad från ASAS-SN-data.

RV Andromedae är en röd jättestjärna av spektralklass M4e. Den klassificeras som en halvregelbunden variabel pulserande jättestjärna och varierar från en skenbar visuell magnitud  på 11,5 vid minimal ljusstyrka till en magnitud på 9,0 vid maximal ljusstyrka, med en period på cirka 168,9 dygn. Den är en av Miravariablerna där modväxling av pulseringar har observerats. Amplitud och perioder har observerats minska och därefter öka tillbaka till värden nära de tidigare.